# Фуенлабрада
Фуенлабрада (исп. Fuenlabrada) е град в Испания, предградие на Мадрид и част от градската му агломерация.

## География
Намира се на 20 км югозападно от центъра на Мадрид. Надморската височина на града е 664 м. Площта му е 39,1 кв.км. Климатът е средиземноморски.

## Население
Населението е 198 973 души. Растежът на населението на града е впечатляващ. От 18 442 души (1975 г.) нараства до 198 973 души (2010 г.). Допреди няколко години Фуенлабрада е градът с най-младото население в Европа, 44,01% е под 30-годишна възраст.

## Събития
Официалния празник на Фуенлабрада е на 14 септември.

## Стопанство
Фуенлабрада е важен индустрален център. Градът разполага със собствена болница и университет. Транспортът е силно развит, има две жп гари (Fuenlabrada и La Serna) и пет спирки от линия 12 на мадридското метро (Loranca, Hospital de Fuenlabrada, Parque Europa, Fuenlabrada Central и Parque de los Estados).

## Личности
Родени
- Фернандо Торес (р. 1984), футболист